# Michela Sillari
Michela Sillari (Parma, 23 febbraio 1993) è una rugbista a 15 italiana, tre quarti centro del Valsugana e internazionale dal 2012.
Alla vigilia della Coppa del Mondo 2025 è la miglior realizzatrice in attività della nazionale con 310 punti, nonché la seconda assoluta dopo Veronica Schiavon.

## Biografia
Avviata al rugby a sette anni in seconda elementare, fu dapprima nelle giovanili dell'Amatori Parma per poi passare al Noceto e successivamente alle Lupe Piacenza.
Nella stagione 2011-12 fu a Colorno e nel febbraio 2012 esordì in Nazionale a Recco nel Sei Nazioni di quell'anno contro l'Inghilterra.
Nel 2016 passò alle londinesi dell'Aylesford Bulls, in seguito divenute la femminile dell'Harlequin F.C., con cui nell'aprile 2017 si laureò campione d'Inghilterra realizzando anche due mete nella gara di finale contro Bristol.
Nel seguito della stagione tornò al Colorno e prese parte alla Coppa del Mondo 2017 in Irlanda.
Nel 2018 si laureò campione d'Italia con la squadra del Parmense e, a fine stagione 2018-19, giunse il trasferimento a Padova presso il Valsugana con cui, dopo la sosta forzata di due stagioni per il fermo dei campionati dovuto alla pandemia di COVID-19, vinse due scudetti consecutivi nel 2022 e 2023, oltre a prender parte con la nazionale alla Coppa del Mondo 2021 in Nuova Zelanda posticipata di un anno per le citate emergenze sanitarie.
Nel corso della prima partita del Sei Nazioni 2024 subì un grave infortuno dalla terza centro inglese Sarah Beckett, che in un'azione irregolare di ripulitura della ruck le provocò la distorsione del ginocchio e la frattura della tibia, causandone l'indisponibilità per sei mesi.
Tornata a disposizione del club e della nazionale, ha partecipato al Sei Nazioni 2025 e ha ricevuto la convocazione alla Coppa del Mondo 2025 in Inghilterra, alla quale si presenta con un personale di 92 presenze e 310 punti, il che ne fanno la giocatrice in attività con il miglior punteggio per l'Italia.
Fuori dall'attività sportiva Michela Sillari lavora nel ramo dell'ingegneria civile e ambientale, sua specializzazione di laurea all'Università di Parma.

## Palmarès
- Campionati italiani: 3
Colorno: 2017-18
Valsugana: 2021-22, 2022-23
- Campionati inglesi : 1
Aylesford Bulls: 2016-17